# 包兆龍
包兆龍，JP（1895年—1982年11月11日），又名大澍，浙江寧波人，中國北宋大臣包拯28世孫。先後育有三子四女，為包玉剛之父。包兆龍於1930年代初期在漢口一帶經營工廠，製做鞋子和帽，至1940年轉住上海開設銀號，並於1948年遷居香港。
包兆龍熱心公益，於香港設立包兆龍助學金，資助青年人升學深造，並曾資助香港蘇浙公學擴展校舍。包兆龍其後亦於中國大陸各地參與多項公益項目。
包兆龍卒於1982年11月11日，享年87歲。香港政府於1984年追委包兆龍為太平紳士。

## 以其名字命名設施
- 香港中文大學兆龍樓
- 上海交通大学包兆龙图书馆
- 香港大學包兆龍樓
- 香港藝術中心包氏畫廊
- 東華三院包兆龍護理安老院
- 香港醫學專科學院包兆龍演講廳
- 北京市兆龙饭店